# Ritt Bjerregaard
Ritt Bjerregaard (ur. 19 maja 1941 w Kopenhadze, zm. 21 stycznia 2023 tamże) – duńska polityk, parlamentarzystka, minister w kilku rządach, w latach 1995–1999 komisarz europejski, od 2006 do 2010 burmistrz Kopenhagi.

## Życiorys
W 1964 ukończyła szkołę nauczycielską, w latach 1968–1970 studiowała historię na Odense Universitet. Od 1964 do 1970 pracowała jako nauczycielka w szkole podstawowej, następnie w 1971 w kolegium nauczycielskim w Odense. Od 1970 do 1973 pełniła funkcję radnej tego miasta. Zasiadała również we władzach związku zawodowego zrzeszającego nauczycieli.
Zaangażowała się w działalność polityczną w ramach Socialdemokraterne. W latach 1971–1995 sprawowała mandat posłanki do Folketingetu z okręgu Fionia. Weszła w skład władz krajowych partii socjaldemokratycznej, w latach 1981–1982 i 1987–1992 przewodniczyła frakcji parlamentarnej tego ugrupowania. Od września do grudnia 1973 oraz od lutego 1975 do grudnia 1978 sprawowała urząd ministra edukacji w rządach Ankera Jørgensena. Ponownie podlegała temu premierowi w okresie od października do grudnia 1981, kiedy to pełniła funkcję ministra spraw społecznych.
W 1995 została duńskim przedstawicielem w Komisji Europejskiej kierowanej przez Jacques’a Santera. Odpowiadała za ochronę środowiska i sprawy konsumentów. Podała się do dymisji wraz z całą komisją w 1999. Powróciła następnie do polityki krajowej. Od lutego 2000 do listopada 2001 zajmowała stanowisko ministra żywności, rolnictwa i rybołówstwa w gabinecie Poula Nyrupa Rasmussena. W kadencji 2001–2005 ponownie była członkinią duńskiego parlamentu (tym razem z okręgu Roskilde Amt).
W 2009 nominowana na urząd burmistrza Kopenhagi, funkcję tę objęła 1 stycznia 2006 i pełniła ją do 1 stycznia 2010, rezygnując z ubiegania się o reelekcję.